# Тробојка
Тробојка je застава која је мање или више подједнако подељена (водоравно, усправно, ређе укосо) на три дела различитих боја. Тробојка не мора искључиво да означава да су само три боје на застави, јер се поред њих може наћи грб или амблем са различитим бојама.
Једна од најстаријих тробојки и најстарија тробојка данас у употреби је застава Холандије, a једна од првих вертикалних тробојки је застава Француске. Такође, и застава Србије је тробојка која се састоје из водоравно положених боја: црвено, плаво, бело. Уједно, то су и боје панславизма. 

## Галерија
- застава Италије
- застава Мађарске
- застава Ирана
- застава Ирске
- застава Индије
- застава Обале Слоноваче
- застава Француске
- застава Србије
- застава Чада
- застава Румуније
- застава Малија
- застава Гвинеје
- застава Белгије
- застава Немачке
- застава Јерменије
- застава Азербејџана
- застава Колумбије
- застава Русије
- застава Бугарске
- застава Словачке
- застава Словеније
- застава Холандије
- застава Луксембурга
- застава Сенегала
- застава Камеруна
- застава Египта
- застава Ирака
- застава Сирије
- застава Јемена
- застава Либије